# Не випускай з уваги (фільм, 1915)
«Не випускай з уваги» (англ. The Wild Goose Chase) — американська кінокомедія режисера Сесіла Б. ДеМілля 1915 року.

## Сюжет
Два американських діди у Франції намагаються влаштувати шлюби для свїх внука і внучки, обіцяючи їм гроші. Молодь відмовляється і втікає, щоб приєднатися до театрального колективу, де вони закохуються і одружуються, як їх дідусі і хотіли.

## У ролях
- Іна Клер — Бетті Райт
- Том Форман — Боб Рендалл
- Теодор Робертс — Гораціо Брут Бангс
- Люсьєн Літтлфілд — «Грінг»
- Гелен Мальборо — місіс Райт
- Реймонд Хаттон — містер Райт
- Ернест Джой — містер Рендалл
- Флоренс Сміт — місіс Рендалл
- Текс Дрісколл — незначна роль
- місіс Льюїс МакКорд — незначна роль
- Джейн Вульф — незначна роль